# 스카우트 운동

스카우팅 로고

스카우트 운동 또는 스카우팅(scouting)은 젊은이들의 육체, 정신, 영혼 발달을 지원하여 사회에 건설적인 역할을 할 수 있게 하는 것이 목적인 전 세계적인 청소년 운동 단체이다.
영국 육군의 중장 로버트 베이든 파월이 잉글랜드 브라운시 섬의 제1회 스카우트 캠프를 실시한 1907년에 스카우트가 시작되었다.

## 가입국
2008년 기준으로 전 세계적으로 216개 국가와 영토에서 31,000,000명이 넘는 등록 스카우트 가입자, 10,000,000 명이 넘는 안내원이 있다.

| 국가       | 가입자 수  | 스카우트 도입일 | 가이드 도입일 |
| ---------- | ---------- | --------------- | ------------- |
| 인도네시아 | 17,100,000 | 1912            | 1912          |
| 미국       | 7,500,000  | 1910            | 1912          |
| 인도       | 4,150,000  | 1909            | 1911          |
| 필리핀     | 2,150,000  | 1910            | 1918          |
| 태국       | 1,300,000  | 1911            | 1957          |
| 방글라데시 | 1,050,000  | 1920            | 1928          |
| 영국       | 1,000,000  | 1907            | 1909          |
| 파키스탄   | 575,000    | 1909            | 1911          |
| 케냐       | 480,000    | 1910            | 1920          |
| 대한민국   | 270,000    | 1922            | 1946          |
| 독일       | 250,000    | 1910            | 1912          |
| 우간다     | 230,000    | 1915            | 1914          |
| 이탈리아   | 220,000    | 1910            | 1912          |
| 캐나다     | 220,000    | 1908            | 1910          |
| 일본       | 200,000    | 1913            | 1919          |
| 프랑스     | 200,000    | 1910            | 1911          |
| 벨기에     | 170,000    | 1911            | 1915          |
| 폴란드     | 160,000    | 1910            | 1910          |
| 나이지리아 | 160,000    | 1915            | 1919          |
| 홍콩       | 160,000    | 1914            | 1916          |

1. ↑  1945년 이전에 북한 지역에서도 활동함.
2. ↑  미등록 가입자 90,000명 포함, 독일의 스카우트 운동을 참고
3. ↑  미등록 가입자 30,000명 포함, 이탈리아의 스카우트 운동을 참고
4. ↑  미등록 가입자 60,000명 포함, 프랑스의 스카우트 운동을 참고
5. ↑  미등록 가입자 5,000명 포함, 벨기에의 스카우트 운동을 참고
6. ↑  미등록 가입자 20,000명 포함, 폴란드의 스카우트 운동을 참고

## 같이 보기
- 세계 스카우트 연맹
- 세계 스카우트 잼버리
- 잼버리